# Беким Бериша
Беким Бериша (алб. Bekim Berisha; Грабовац, 15. јун 1966 — Јуник, 10. август 1998) албански је војни командант са Косова и Метохије који се борио током ратова у Југославији. Служио је у Хрватској копненој војсци током рата у Хрватској. Потом се борио у Армији Републике Босне и Херцеговине , а касније и у Ослободилачкој војсци Косова (ОВК), где је именован за генерала. Погинуо је 1998. године, током битке за Јуник, а постхумно је унапређен у чин бригадног генерала.

## Детињство и младост
Рођен је у Грабовцу, у тадашњој Социјалистичкој Републици Србији. Шесто је и најмлађе дете Фазлија и Фахрије Берише.
Његов деда Неџип Сељмани се деценијама борио против југословенског режима на Косову и Метохији. Након средње школе у Пећи, одлучио је да оде у СР Хрватску јер наводно није могао да настави школовање на Космету. У Хрватској је углавном радио физичке послове да би зарадио за живот и послао новац породици на Космету. Након неког времена уписао је студије ветерине на Свеучилишту у Загребу. Успешно је завршио студије, бавећи се и једним од својих омиљених хобија, војном и борилачком вештином. После неколико година у Хрватској, преселио се у Холандију где се верио и настанио.